# دو (کالیفرنیا)
دو (به انگلیسی: Dow) یک منطقهٔ مسکونی در ایالات متحده آمریکا است که در شهرستان کرن، کالیفرنیا واقع شده‌است. دو ۱۳۰ متر بالاتر از سطح دریا واقع شده‌است.